# 물말

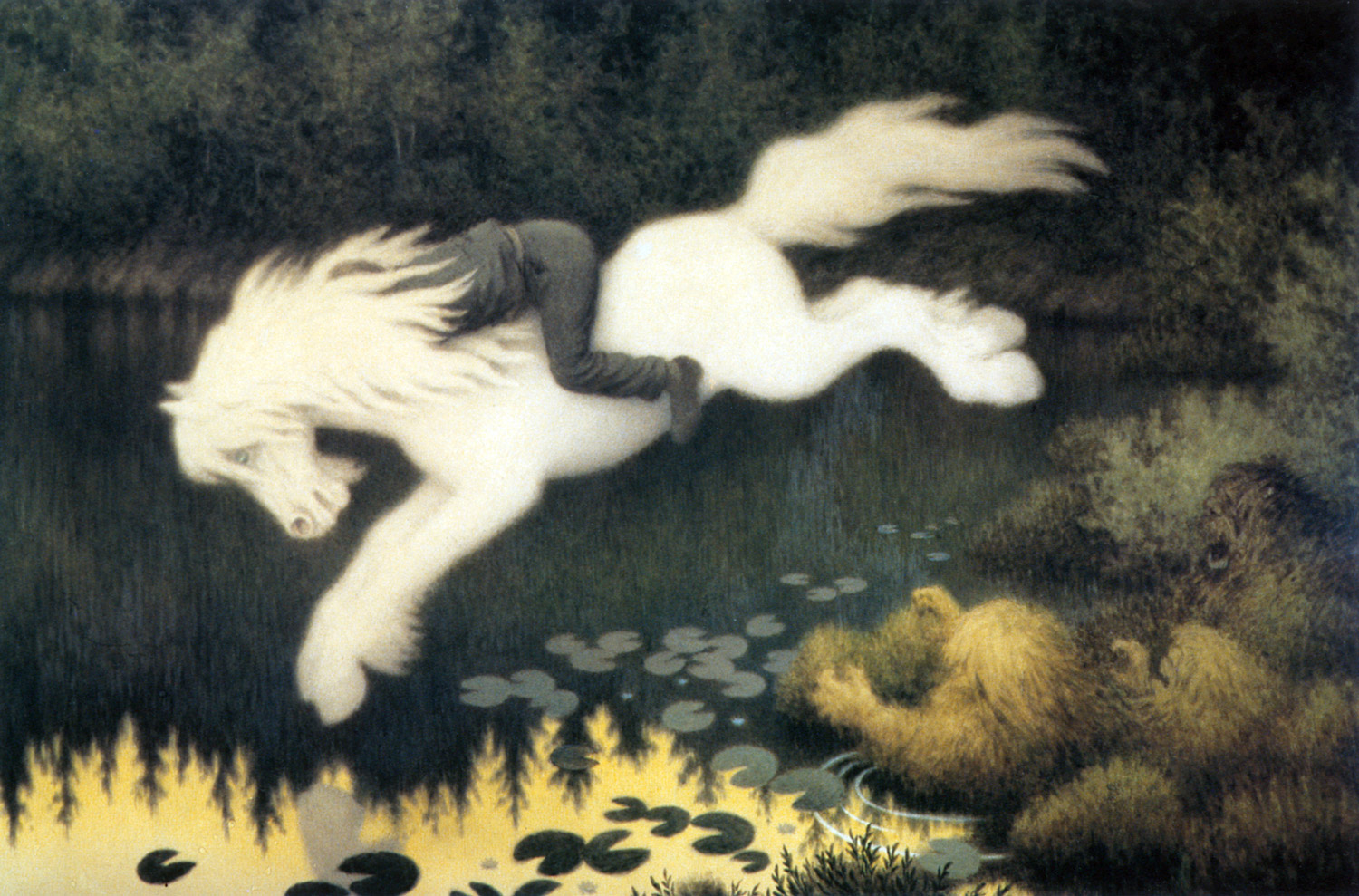

물말(waterhorse)은 다양한 문화권의 신화 및 전설에 등장하는 환상종이다. 그리스의 히포캄포스, 웨일스의 케프일 드우르, 고지 스코틀랜드의 에흐으시커, 저지 스코틀랜드의 켈피, 스칸디나비아의 베카헤스트, 맨 섬의 카벌 우시터, 오크니 제도의 누켈라비 등이 이에 해당한다.

## 같이 보기
- 에흐으시커
- 히포캄포스
- 갓파
- 누켈라비
- 셀키